# BMW G01
Der BMW X3 (interne Bezeichnung: G01, iX3: G08, X3 M: F97) ist ein Sport Utility Vehicle des deutschen Automobilherstellers BMW und der Nachfolger des zweiten X3 (F25). Die zweite Generation des BMW X4 (G02) baut technisch auf dem G01 auf. Das Nachfolgemodell BMW G45 wurde im Juni 2024 vorgestellt.

## Modellgeschichte

### Allgemeines
Vorgestellt wurde der neue X3 am 26. Juni 2017 im BMW-Werk Spartanburg. Die Öffentlichkeitspremiere hatte der Fünfsitzer auf der Internationalen Automobil-Ausstellung (IAA) im September 2017 in Frankfurt am Main. Zu den Händlern kam das Fahrzeug am 11. November 2017 zu Preisen ab 44 000 Euro.
Auf Basis des G01 präsentierte Alpina auf dem 88. Genfer Auto-Salon im März 2018 die zweite Generation des Dieselmotor angetriebenen XD3.
Auf der Beijing Auto Show im April 2018 präsentierte BMW mit dem iX3 erstmals eine elektrifizierte Ausführung des Fahrzeugs als Konzeptfahrzeug. Das Serienmodell mit der internen Bezeichnung G08 präsentierte BMW im Juli 2020. Die Fahrmodi, die mit unterschiedlichen Klängen verbunden sind, wurden durch den Filmkomponisten Hans Zimmer gestaltet. Der iX3 wird ausschließlich in China bei BMW Brilliance Automotive produziert und kam in Europa Anfang 2021 in den Handel.
Ab April 2018 wurde der G01 auch im chinesischen Shenyang und im südafrikanischen Rosslyn gefertigt.
Ab September 2019 wurden der X3 M (F97) und das darauf aufbauende Competition-Modell angeboten. Formal wurden sie der Öffentlichkeit auf dem Genfer Auto-Salon desselben Jahres vorgestellt. Diese Fahrzeuge haben den Motor S58 mit zwei einzelnen Turboladern, der lediglich zehn Prozent der Teile der Grundvariante B58 verwendet.

### Modellpflege in 2021
Eine überarbeitete Version des SUV wurde am 9. Juni 2021 vorgestellt. Sie kam im August 2021 in den Handel. Auch der iX3 wurde trotz der wenige Monate zuvor erfolgten Markteinführung überarbeitet. Das seit September 2021 produzierte Facelift-Modell verfügt jetzt unter anderem über ein größeres Display und ein serienmäßiges M-Sport-Paket.
Das Nachfolgemodell G45 wurde am 19. Juni 2024 präsentiert. Der iX3 wird künftig nicht mehr angeboten; stattdessen wird es ein Elektro-SUV auf Basis einer neuen Plattform geben. Einen ersten Ausblick hierfür zeigte BMW mit dem Vision Neue Klasse X im Frühjahr 2024.

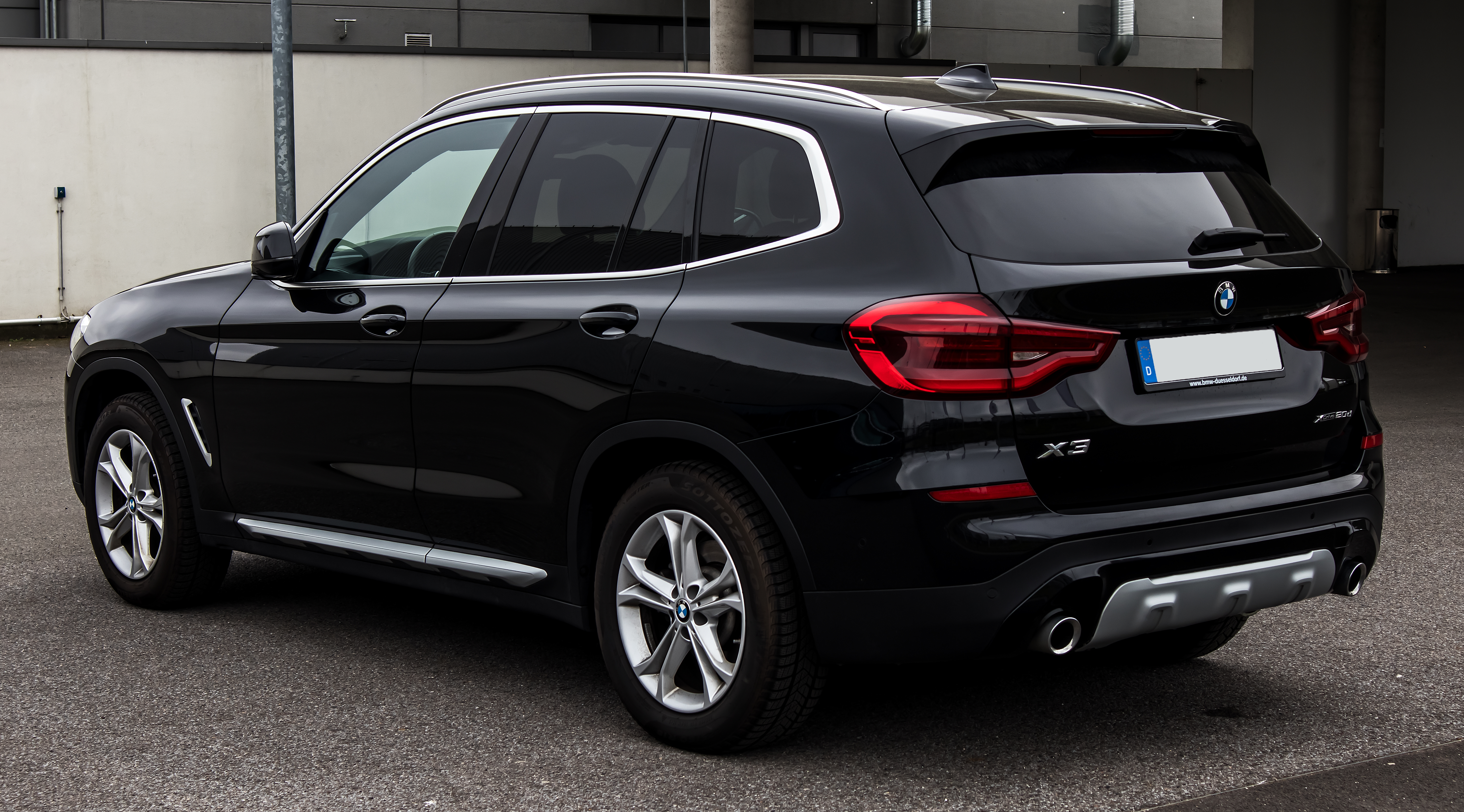
Heckseitenansicht
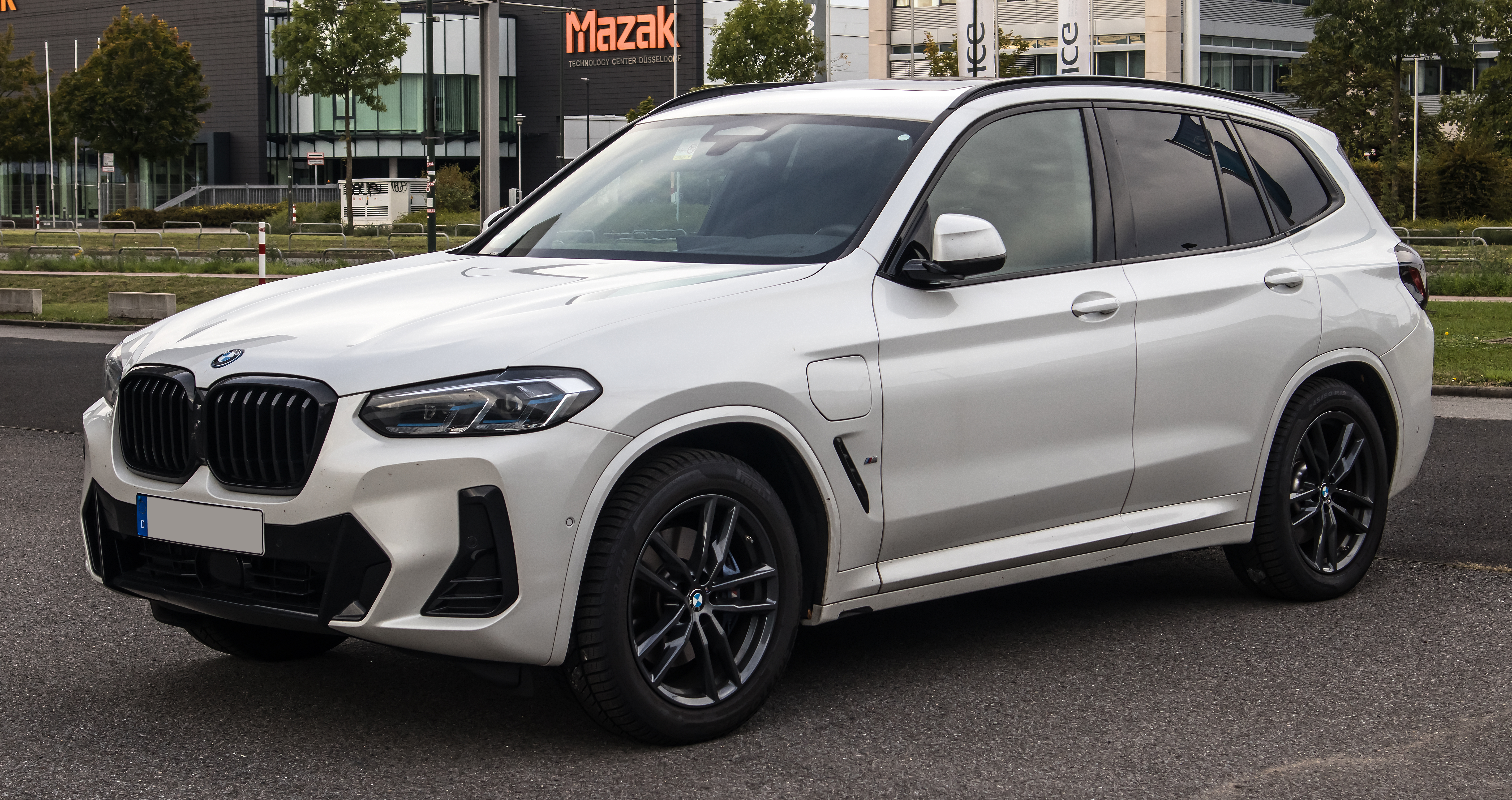
BMW X3 xDrive30e (2021–2024)
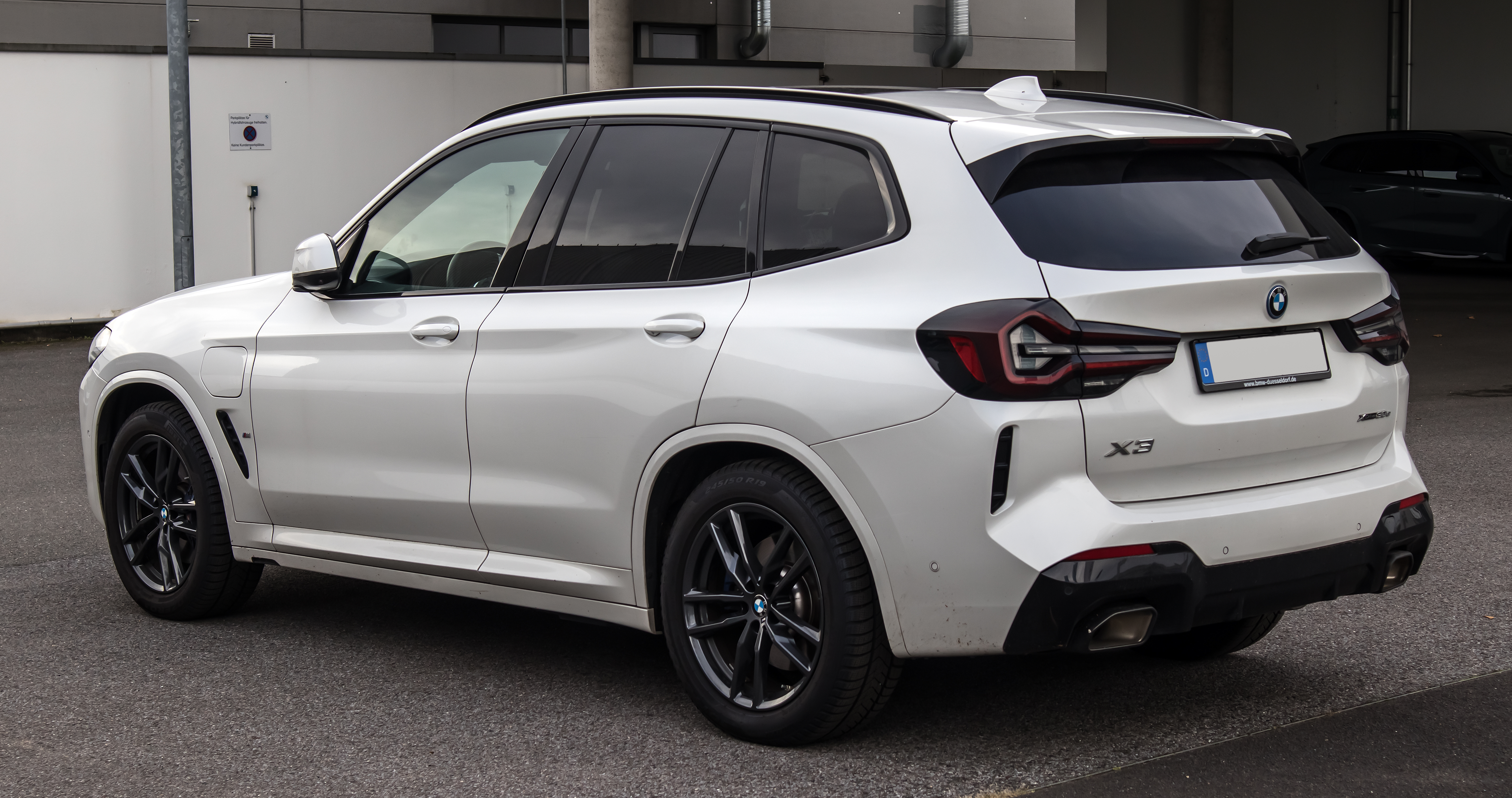
Heckseitenansicht
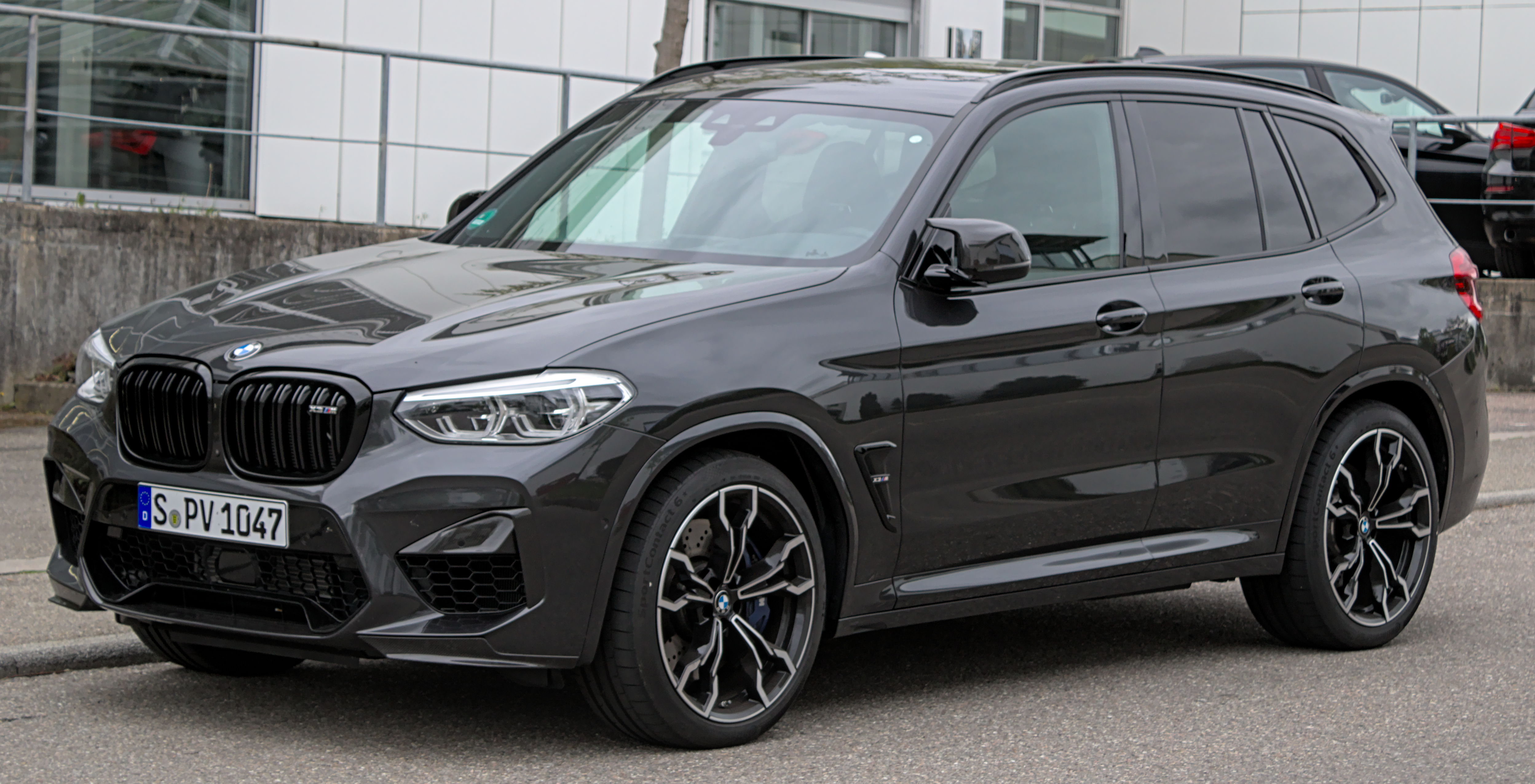
BMW X3 M Competition (2019–2021)
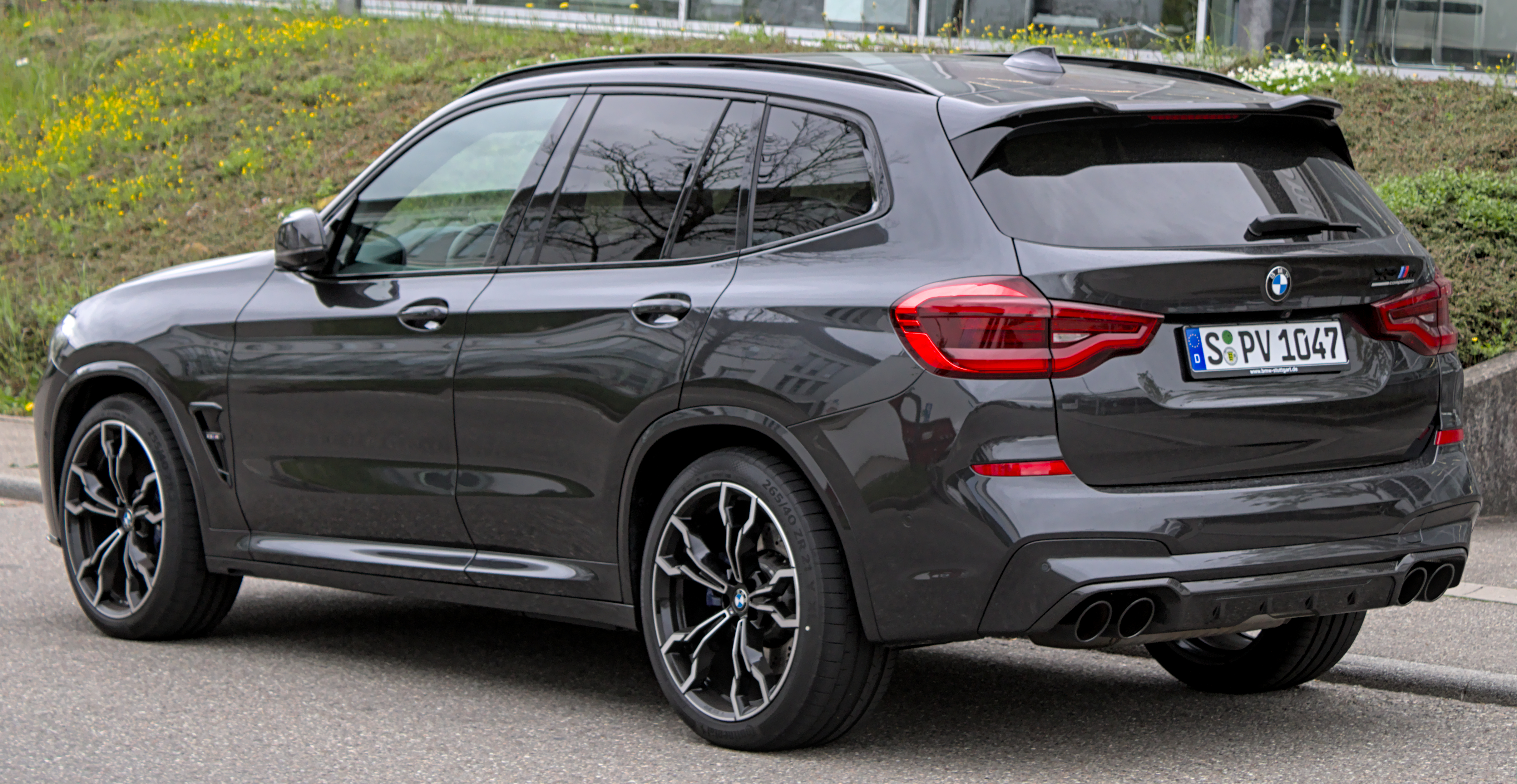
Heckansicht
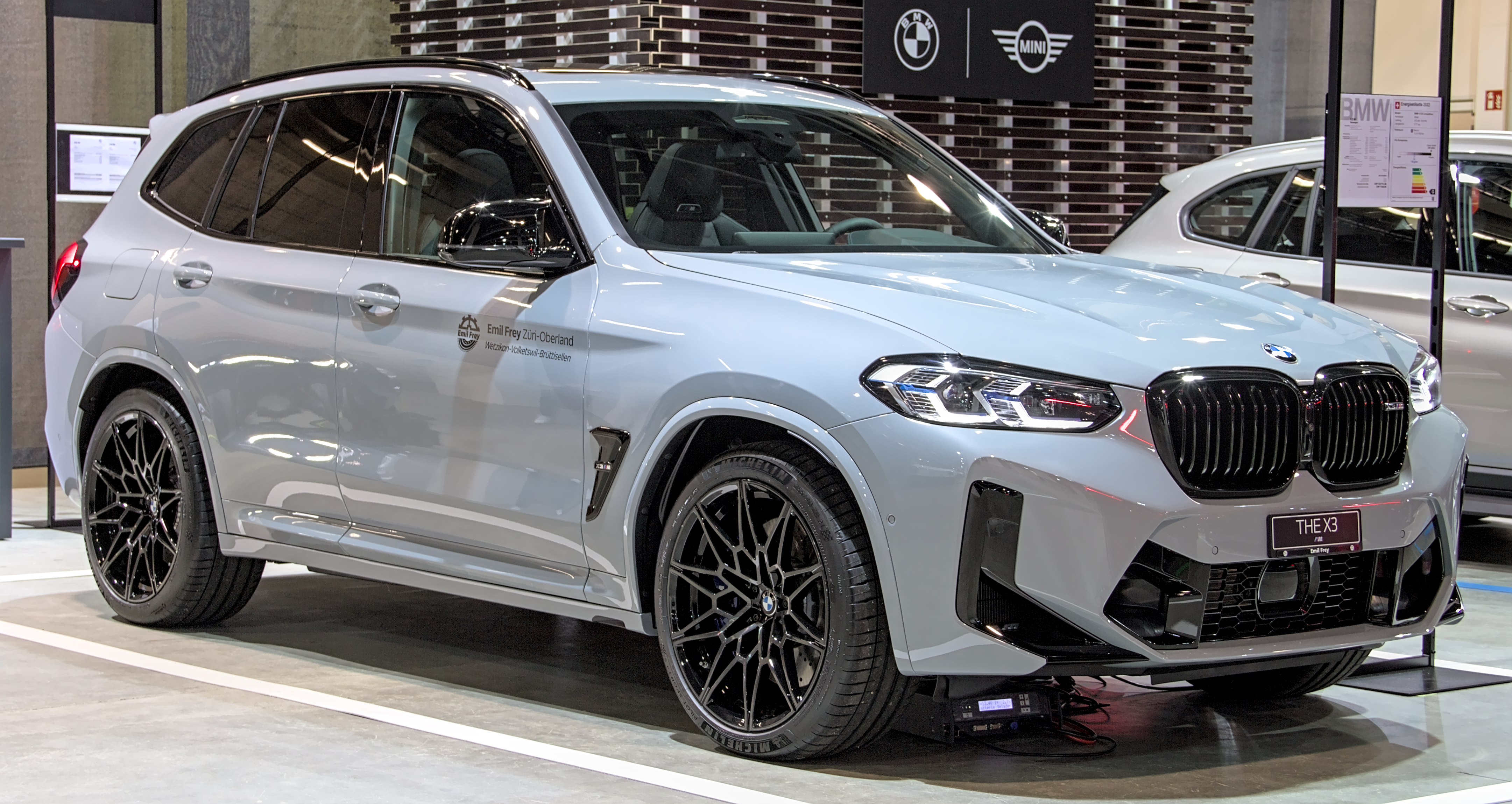
BMW X3 M (2021–2024)
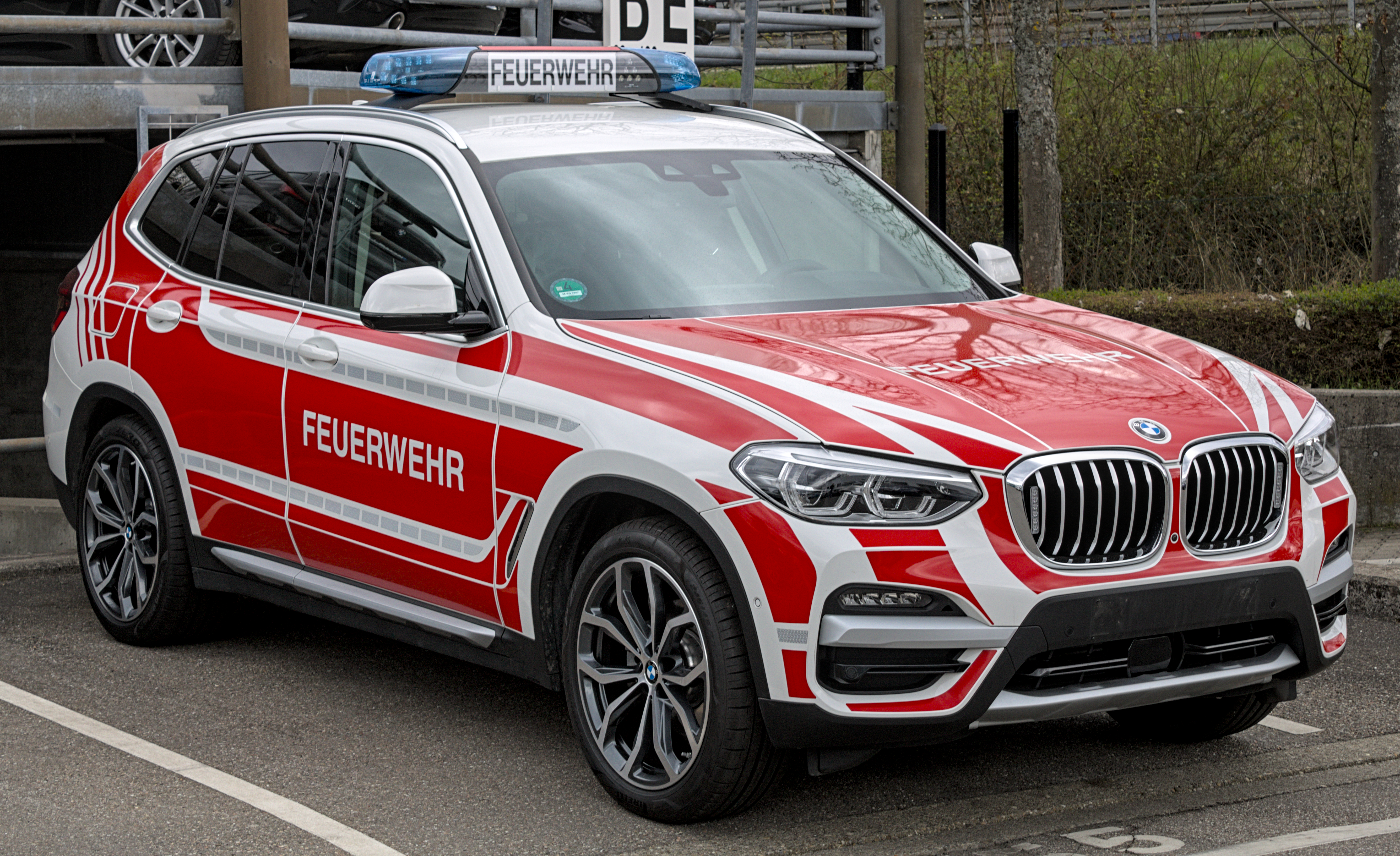
X3 als Einsatzwagen der Feuerwehr
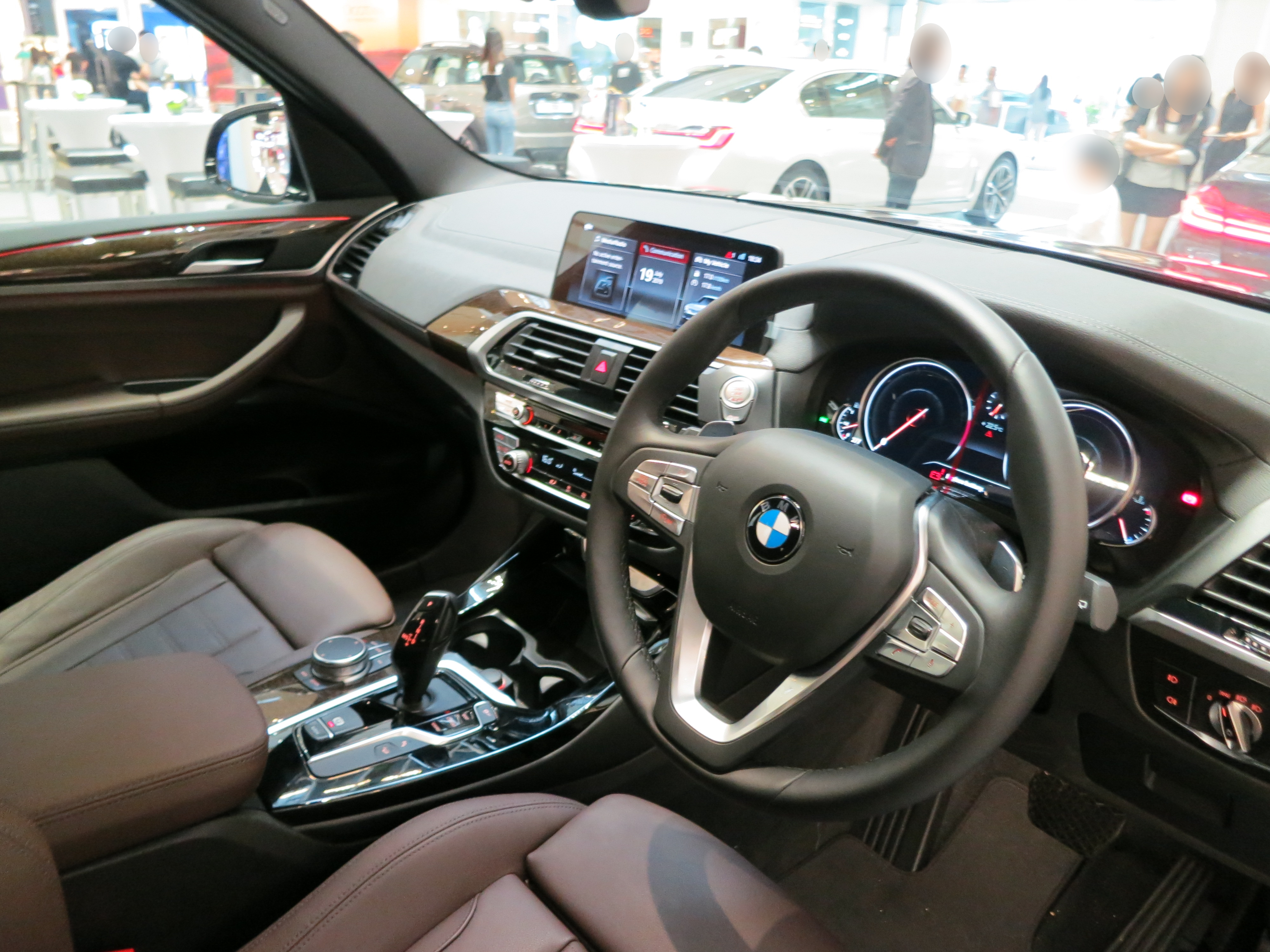
Innenansicht (Rechtslenker)

## Karosserie
Gegenüber dem F25 wächst der G01, der auf der BMW-CLAR-Plattform steht, in allen Dimensionen. Der cW-Wert sinkt von 0,34 auf 0,29 (M40d 0,32). Dazu tragen der verkleidete Unterboden und auch Lüftungsgitterlamellen, die sich je nach Kühlluftbedarf öffnen oder schließen, bei. Trotz der Größenzunahme konnte das Gewicht durch Einsatz von Leichtmetallen, beispielsweise Aluminium für die Motorhaube und Türen, einschließlich warmgeformter hochfester Stähle in tragenden Bereichen um 55 kg verringert werden. Für die M-Version wurde sie versteift; sichtbar ist die A-förmige Verstrebung im Motorraum. Das Leergewicht des X3 M beträgt 2070 kg.
Darüber hinaus verteilt sich das Gewicht gleichmäßig auf Vorder- und Hinterachse (50 : 50 Gewichtsverteilung). Beim iX3 liegt der Schwerpunkt gegenüber den Verbrennermodellen um 7,5 cm niedriger.
Das Design stammt von dem Australier Calvin Luk, der bereits die zweite Generation des X1 gestaltete und auch mit dem Design der dritten Generation des Z4 beauftragt war.
Die sogenannte Niere des iX3 ist wie bei dessen Konzeptfahrzeug geschlossen und reduziert damit weiter den Luftwiderstand.

## Fahrwerk
Wie andere Modelle der CLAR-Plattform auch hat der X3 eine Fünflenkerhinterachse in Leichtbauweise, in der allerdings anders als bei der Vorderachse kein Aluminium verwendet wird. Alle Bremsscheiben sind belüftet.

## Motoren
Alle Modelle bis auf wenige Ausnahmen (z. B. der sDrive18d für den österreichischen Markt oder der in Europa nicht erhältliche sDrive20i), sind serienmäßig mit dem Allradantrieb xDrive ausgestattet. Erstmals stand im X3 mit dem M40i eine M Performance-Variante zur Auswahl, ab August 2018 mit dem M40d auch eine M Performance-Dieselantriebsvariante.
Im zwischen 2019 und 2024 angebotenen X3 M wird ein neuentwickelter Dreiliter-Reihensechszylindermotor eingesetzt, der dort maximal 353 kW (480 PS) bzw. mit Competition-Paket 375 kW (510 PS) leistet.
Seit August 2018 gibt es zudem eine X3-Version von Alpina, den XD3 mit 290 kW (394 PS) maximaler Leistung.
Die Antriebseinheit des Plug-in-Hybridmodells xDrive30e setzt sich aus einem Zweiliter-Ottomotor mit einer maximalen Leistung von 135 kW und einem Elektromotor mit 80 kW zusammen; die Systemleistung beträgt 215 kW. Das Fahrzeug kann eine Höchstgeschwindigkeit von 210 km/h erreichen, im rein elektrischen Betrieb können bis zu 135 km/h sein. Der kombinierte Energie-Normverbrauch nach NEFZ beträgt 2,1–2,4 l Super/100 km und 16,4–17,2 kWh Strom/100 km.
Beim rein elektrischen iX3 kommt der Synchron-Elektromotor ohne seltene Erden aus und hat einen Wirkungsgrad von 93 %; das Fahrzeug kann mit 150 kW Gleichstrom an Schnellladesäulen innerhalb von 34 Minuten von null auf 80 Prozent, in 10 Minuten für 100 km Fahrstrecke geladen werden. Die Bemessung des Akkus bewirkt ein vergleichsweise günstiges reines Fahrzeuggewicht (DIN) von 2185 kg.

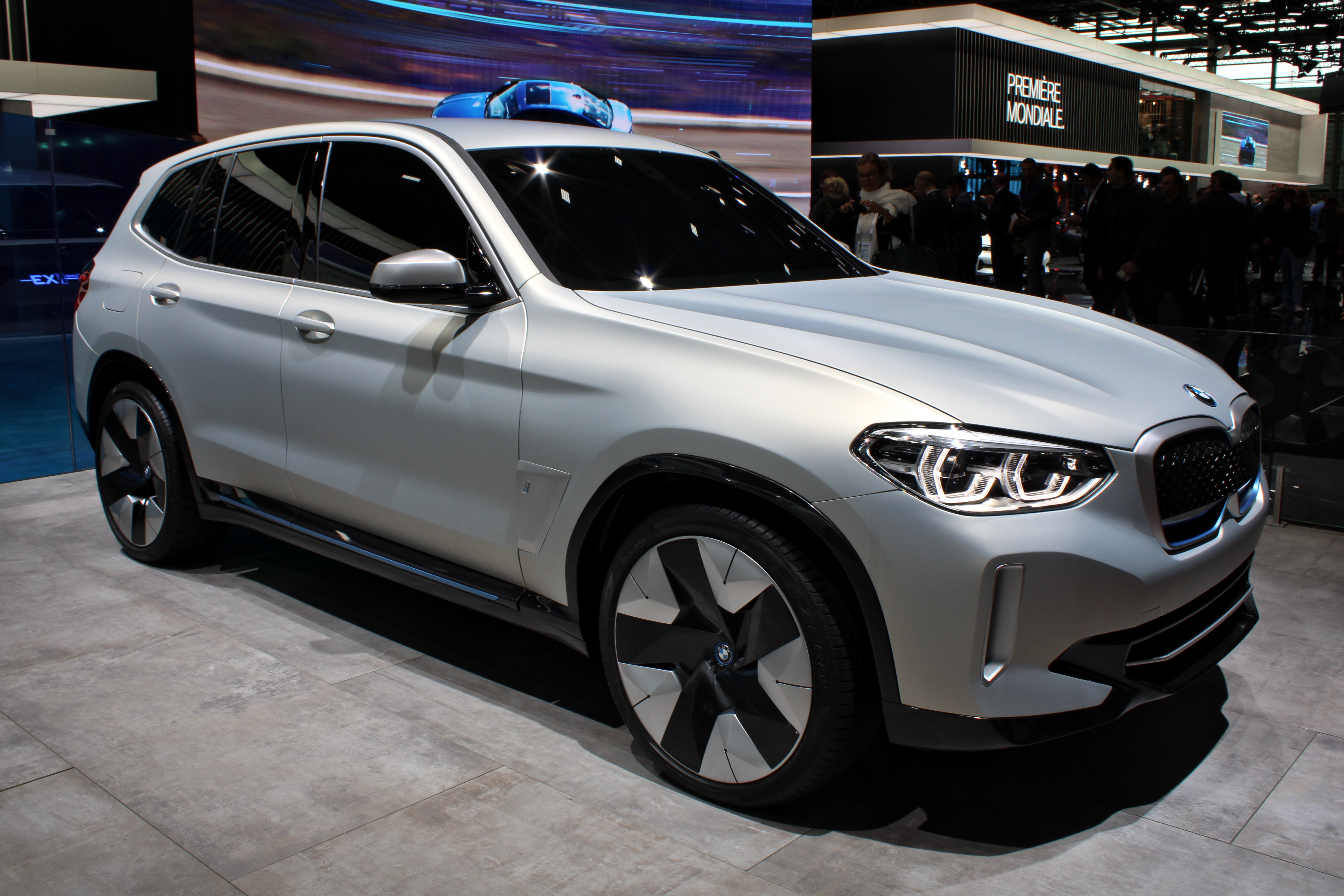
BMW iX3 Concept auf dem Pariser Autosalon 2018
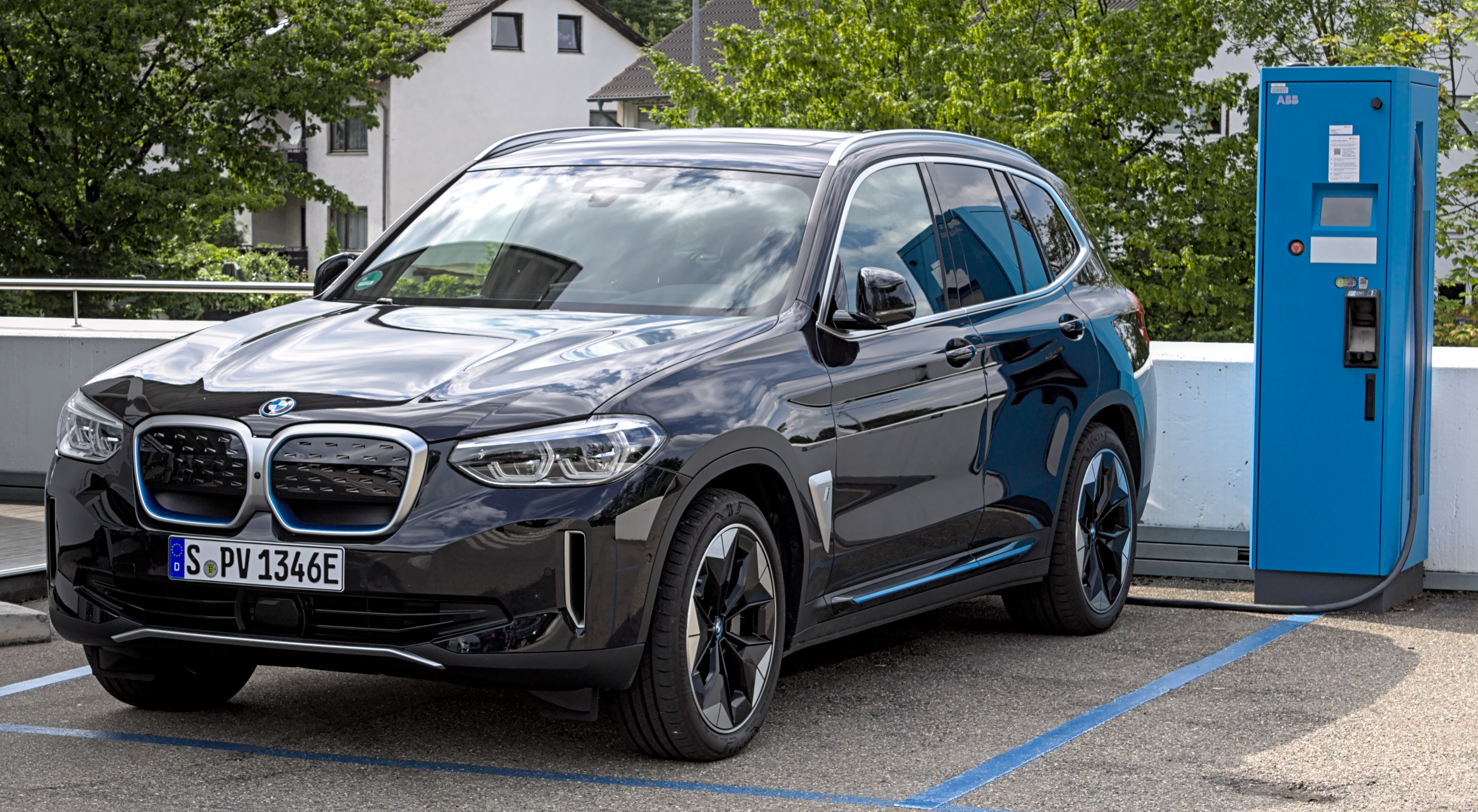
BMW iX3 (01/2021–09/2021)
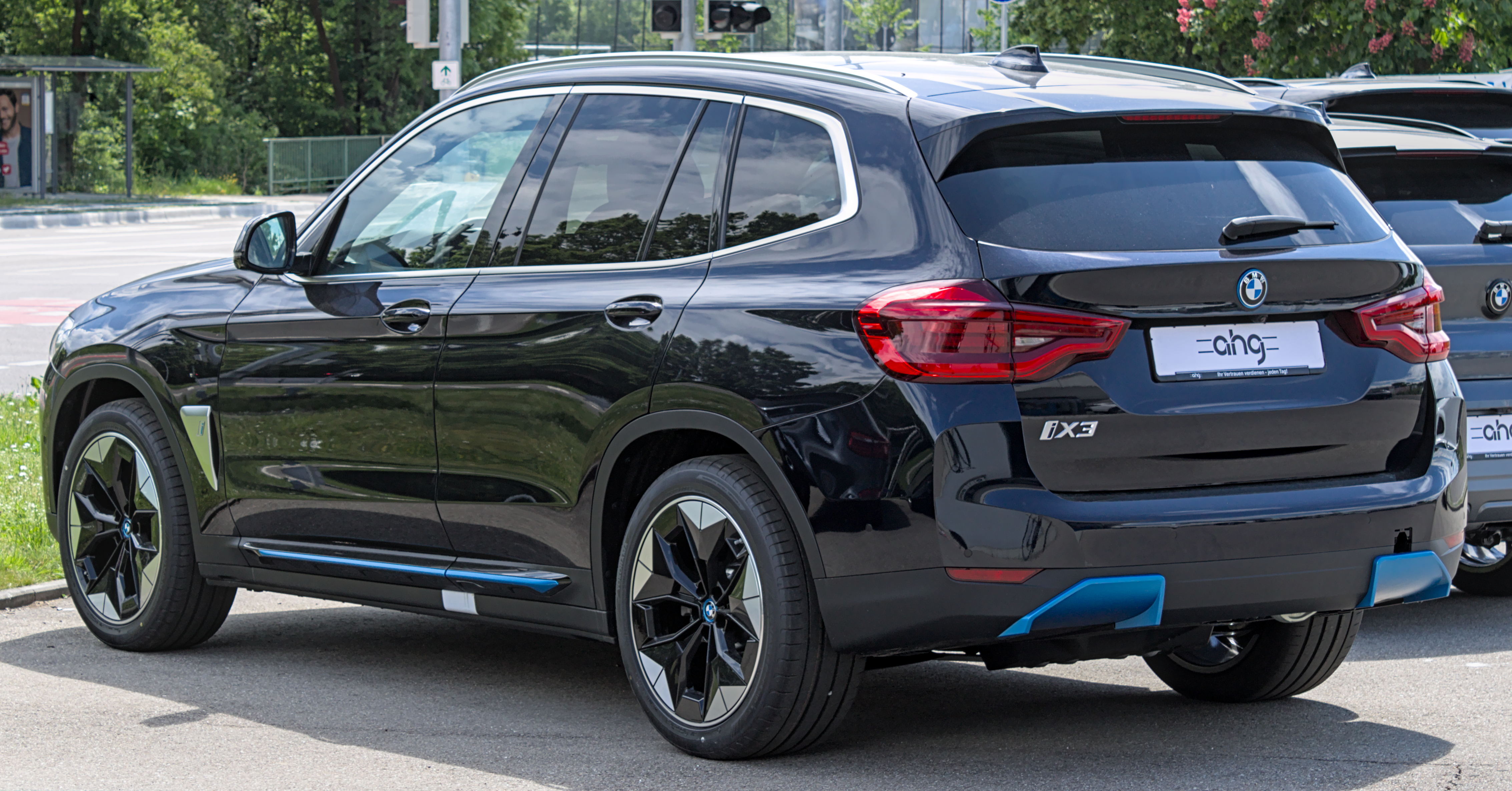
Heckansicht
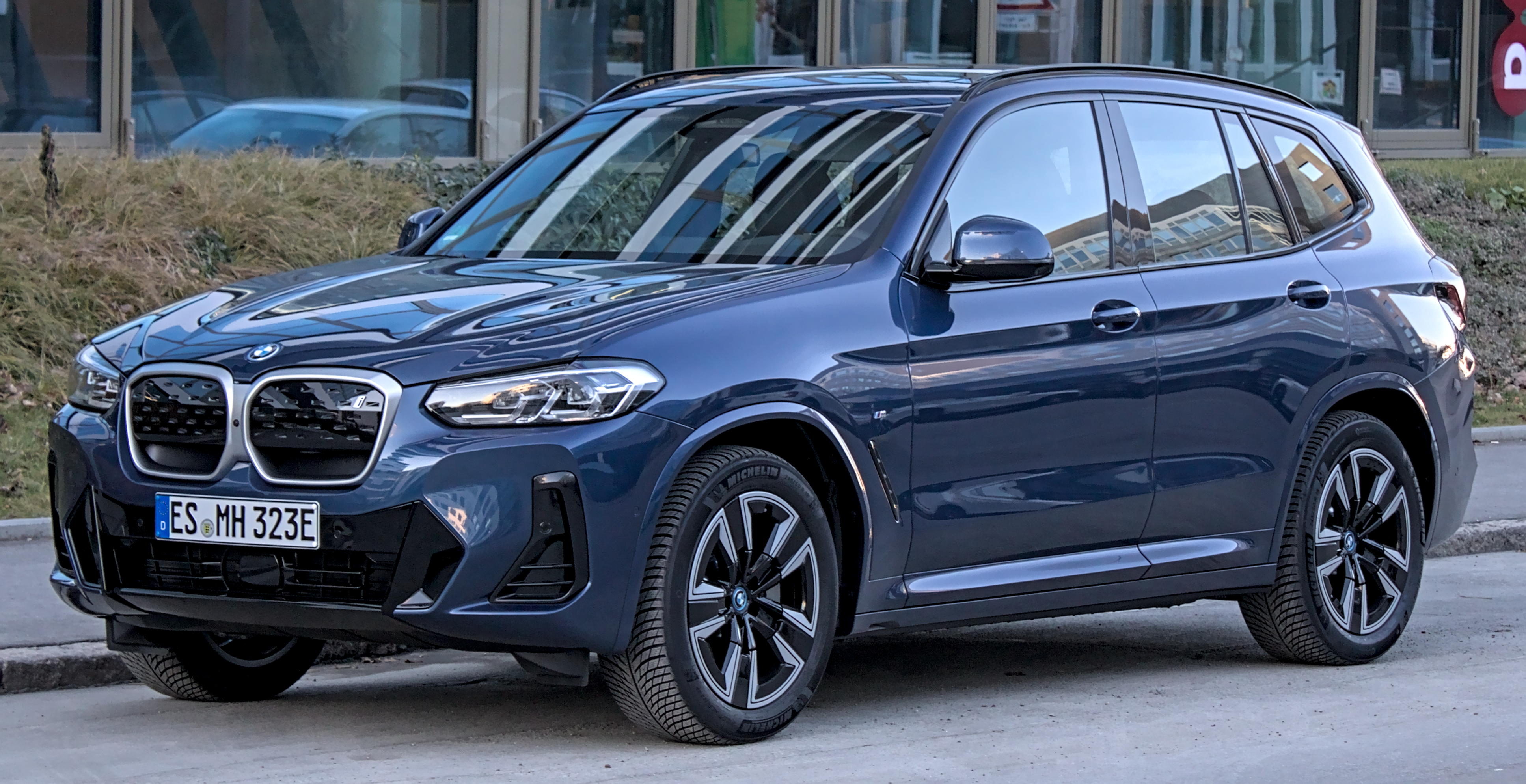
BMW iX3 Facelift (seit 09/2021)
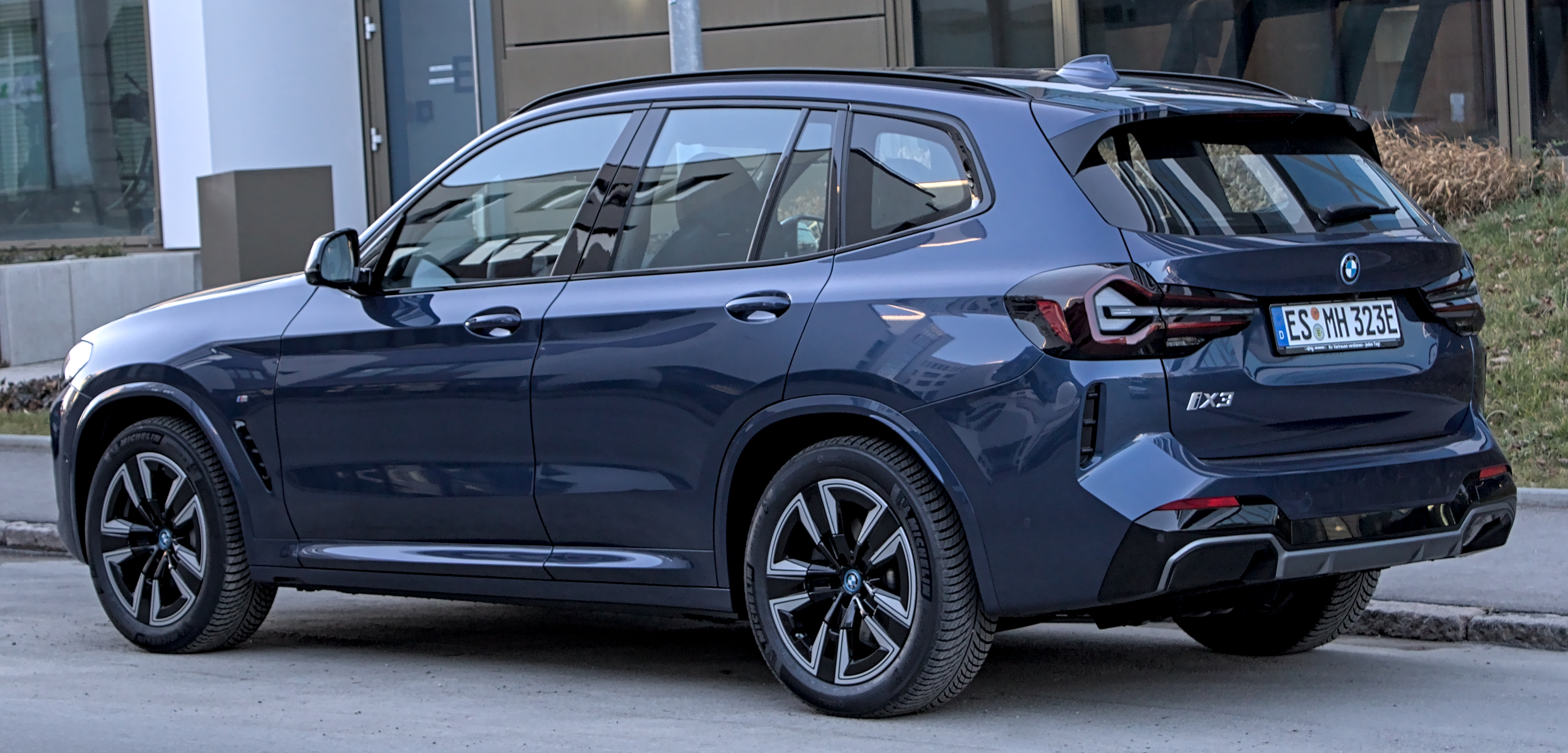
Heckansicht

## Technische Daten

### Ottomotoren
|                                                                  | sDrive20i (1)                   | xDrive20i                       | xDrive20i                       | xDrive28i (2)                   | xDrive30i                       | xDrive30i                       | M40i                            | M40i                            | M40i                            | M40i                            | M [F97]                    | M Competition [F97]        | M Competition [F97]      |
| ---------------------------------------------------------------- | ------------------------------- | ------------------------------- | ------------------------------- | ------------------------------- | ------------------------------- | ------------------------------- | ------------------------------- | ------------------------------- | ------------------------------- | ------------------------------- | -------------------------- | -------------------------- | ------------------------ |
| Bauzeitraum                                                      | 12/2017–10/2024                 | 12/2017–08/2021                 | 08/2021–10/2024                 |                                 | 08/2021–10/2024                 | 12/2017–08/2021                 | 08/2018–09/2019                 | 11/2017–06/2018                 | 10/2019–08/2021                 | 08/2021–10/2024                 | 09/2019–08/2021            | 09/2019–08/2021            | 08/2021–10/2024          |
| Motorkenndaten                                                   |                                 |                                 |                                 |                                 |                                 |                                 |                                 |                                 |                                 |                                 |                            |                            |                          |
| Motorart                                                         | Ottomotor                       | Ottomotor                       | Ottomotor                       | Ottomotor                       | Ottomotor                       | Ottomotor                       | Ottomotor                       | Ottomotor                       | Ottomotor                       | Ottomotor                       | Ottomotor                  | Ottomotor                  | Ottomotor                |
| Motorbauart                                                      | R4                              | R4                              | R4                              | R4                              | R4                              | R4                              | R6                              | R6                              | R6                              | R6                              | R6                         | R6                         | R6                       |
| Gemischaufbereitung                                              | Benzindirekteinspritzung        | Benzindirekteinspritzung        | Benzindirekteinspritzung        | Benzindirekteinspritzung        | Benzindirekteinspritzung        | Benzindirekteinspritzung        | Benzindirekteinspritzung        | Benzindirekteinspritzung        | Benzindirekteinspritzung        | Benzindirekteinspritzung        | Benzindirekteinspritzung   | Benzindirekteinspritzung   | Benzindirekteinspritzung |
| Motoraufladung                                                   | Twin–Scroll–Abgasturbolader (3) | Twin–Scroll–Abgasturbolader (3) | Twin–Scroll–Abgasturbolader (3) | Twin–Scroll–Abgasturbolader (3) | Twin–Scroll–Abgasturbolader (3) | Twin–Scroll–Abgasturbolader (3) | Twin–Scroll–Abgasturbolader (3) | Twin–Scroll–Abgasturbolader (3) | Twin–Scroll–Abgasturbolader (3) | Twin–Scroll–Abgasturbolader (3) | Biturbo                    | Biturbo                    | Biturbo                  |
| variable Ventilsteuerung                                         | Valvetronic                     | Valvetronic                     | Valvetronic                     | Valvetronic                     | Valvetronic                     | Valvetronic                     | Valvetronic                     | Valvetronic                     | Valvetronic                     | Valvetronic                     | Valvetronic                | Valvetronic                | Valvetronic              |
| Nockenwellenverstellung                                          | Doppel-VANOS                    | Doppel-VANOS                    | Doppel-VANOS                    | Doppel-VANOS                    | Doppel-VANOS                    | Doppel-VANOS                    | Doppel-VANOS                    | Doppel-VANOS                    | Doppel-VANOS                    | Doppel-VANOS                    | Doppel-VANOS               | Doppel-VANOS               | Doppel-VANOS             |
| Hubraum                                                          | 1998 cm³                        | 1998 cm³                        | 1998 cm³                        | 1998 cm³                        | 1998 cm³                        | 1998 cm³                        | 2998 cm³                        | 2998 cm³                        | 2998 cm³                        | 2998 cm³                        | 2993 cm³                   | 2993 cm³                   | 2993 cm³                 |
| Verdichtungsverhältnis                                           | 11,0 : 1                        | 11,0 : 1                        | 11,0 : 1                        |                                 | 10,2 : 1                        | 10,2 : 1                        | 11,0 : 1                        | 11,0 : 1                        | 11,0 : 1                        | 10,2 : 1                        | 9,3 : 1                    | 9,3 : 1                    | 9,3 : 1                  |
| max. Leistung bei 1/min                                          | 135 kW (184 PS)/ 5000–6500      | 135 kW (184 PS)/ 5000–6500      | 135 kW (184 PS)/ 5000–6500      | 165 kW (224 PS)/ 5200–6500      | 180 kW (245 PS)/ 5000–6500      | 185 kW (252 PS)/ 5200–6500      | 260 kW (354 PS)/ 5500–6500      | 265 kW (360 PS)/ 5500–6500      | 265 kW (360 PS)/ 5200–6500      | 265 kW (360 PS)/ 5200–6500      | 353 kW (480 PS)/ 6250      | 375 kW (510 PS)/ 6250      | 375 kW (510 PS)/ 6250    |
| max. Drehmoment bei 1/min                                        | 290 Nm/ 1350–4250               | 290 Nm/ 1350–4250               | 300 Nm/ 1350–4000               | 310 Nm/ 1400–5000               | 350 Nm/ 1460–4800               | 350 Nm/ 1450–4800               | 500 Nm/ 1550–4500               | 500 Nm/ 1520–4800               | 500 Nm/ 1850–5000               | 500 Nm/ 1900–5000               | 600 Nm/ 2600–5600          | 600 Nm/ 2600–5950          | 650 Nm/ 2750–5500        |
| Kraftübertragung                                                 |                                 |                                 |                                 |                                 |                                 |                                 |                                 |                                 |                                 |                                 |                            |                            |                          |
| Getriebe                                                         | 8-Gang-Automatikgetriebe        | 8-Gang-Automatikgetriebe        | 8-Gang-Automatikgetriebe        | 8-Gang-Automatikgetriebe        | 8-Gang-Automatikgetriebe        | 8-Gang-Automatikgetriebe        | 8-Gang-Automatikgetriebe        | 8-Gang-Automatikgetriebe        | 8-Gang-Automatikgetriebe        | 8-Gang-Automatikgetriebe        | 8-Gang-Automatikgetriebe   | 8-Gang-Automatikgetriebe   | 8-Gang-Automatikgetriebe |
| Antrieb                                                          | Hinterradantrieb                | Allradantrieb                   | Allradantrieb                   | Allradantrieb                   | Allradantrieb                   | Allradantrieb                   | Allradantrieb                   | Allradantrieb                   | Allradantrieb                   | Allradantrieb                   | Allradantrieb              | Allradantrieb              | Allradantrieb            |
| Messwerte                                                        |                                 |                                 |                                 |                                 |                                 |                                 |                                 |                                 |                                 |                                 |                            |                            |                          |
| Beschleunigung, 0–100 km/h                                       | 8,3 s                           | 8,3 s                           | 8,4 s                           | 7,6 s                           | 6,6 s                           | 6,3 s                           | 4,8 s                           | 4,8 s                           | 4,8 s                           | 4,9 s                           | 4,2 s                      | 4,1 s                      | 3,8 s                    |
| Höchstgeschwindigkeit                                            | 215 km/h                        | 215 km/h                        | 215 km/h                        | 225 km/h                        | 235 km/h                        | 240 km/h                        | 250 km/h                        | 250 km/h                        | 250 km/h                        | 250 km/h                        | 250 km/h 280 km/h (4)      | 250 km/h 285 km/h (4)      | 250 km/h 285 km/h (4)    |
| Kraftstoffverbrauch, nach EWG-Richtlinie, kombiniert in l/100 km | 7,4                             | 7,1–7,3                         |                                 | 8,0                             |                                 | 7,2–7,3                         | 7,9–8,2                         | 9,1                             | 8,2–8,4                         |                                 | 10,5–11,0                  | 10,5–11,0                  |                          |
| CO2-Emission mit Seriengetriebe, kombiniert                      | 169 g/km                        | 163–168 g/km                    |                                 | k. A.                           |                                 | 164–168 g/km                    | 206–207 g/km                    | 188–193 g/km                    | 179–187 g/km                    |                                 | 239–253 g/km               | 239–253 g/km               |                          |
| Tankinhalt                                                       | 65 l                            | 65 l                            | 65 l                            | 65 l                            | 65 l                            | 65 l                            | 65 l                            | 65 l                            | 65 l                            | 65 l                            | 65 l                       | 65 l                       | 65 l                     |
| Abgasnachbehandung, PM                                           |                                 | Ottopartikelfilter              | Ottopartikelfilter              |                                 | Ottopartikelfilter              | Ottopartikelfilter              | Ottopartikelfilter              |                                 | Ottopartikelfilter              | Ottopartikelfilter              | Ottopartikelfilter         | Ottopartikelfilter         | Ottopartikelfilter       |
| Abgasnorm nach EU-Klassifikation                                 | Euro 6                          | Euro 6d-TEMP / Euro 6d (5)      | Euro 6d / Euro 6e (6)           | k. A.                           | Euro 6d / Euro 6e (6)           | Euro 6d-TEMP / Euro 6d (5)      | Euro 6d-TEMP                    | Euro 6                          | Euro 6d-TEMP / Euro 6d (5)      | Euro 6d / Euro 6e (7)           | Euro 6d-TEMP / Euro 6d (8) | Euro 6d-TEMP / Euro 6d (8) | Euro 6d / Euro 6e (7)    |
| Leergewicht (DIN/EU)                                             |                                 | 1715/1790 kg                    | 1800/1875 kg                    |                                 | 1810/1885 kg                    | 1715/1790 kg                    | 1810/1885 kg                    | 1810/1885 kg                    | 1810/1885 kg                    | 1910/1985 kg                    | 1970/2045 kg               | 1970/2045 kg               | 2010/2085 kg             |

### Hybrid

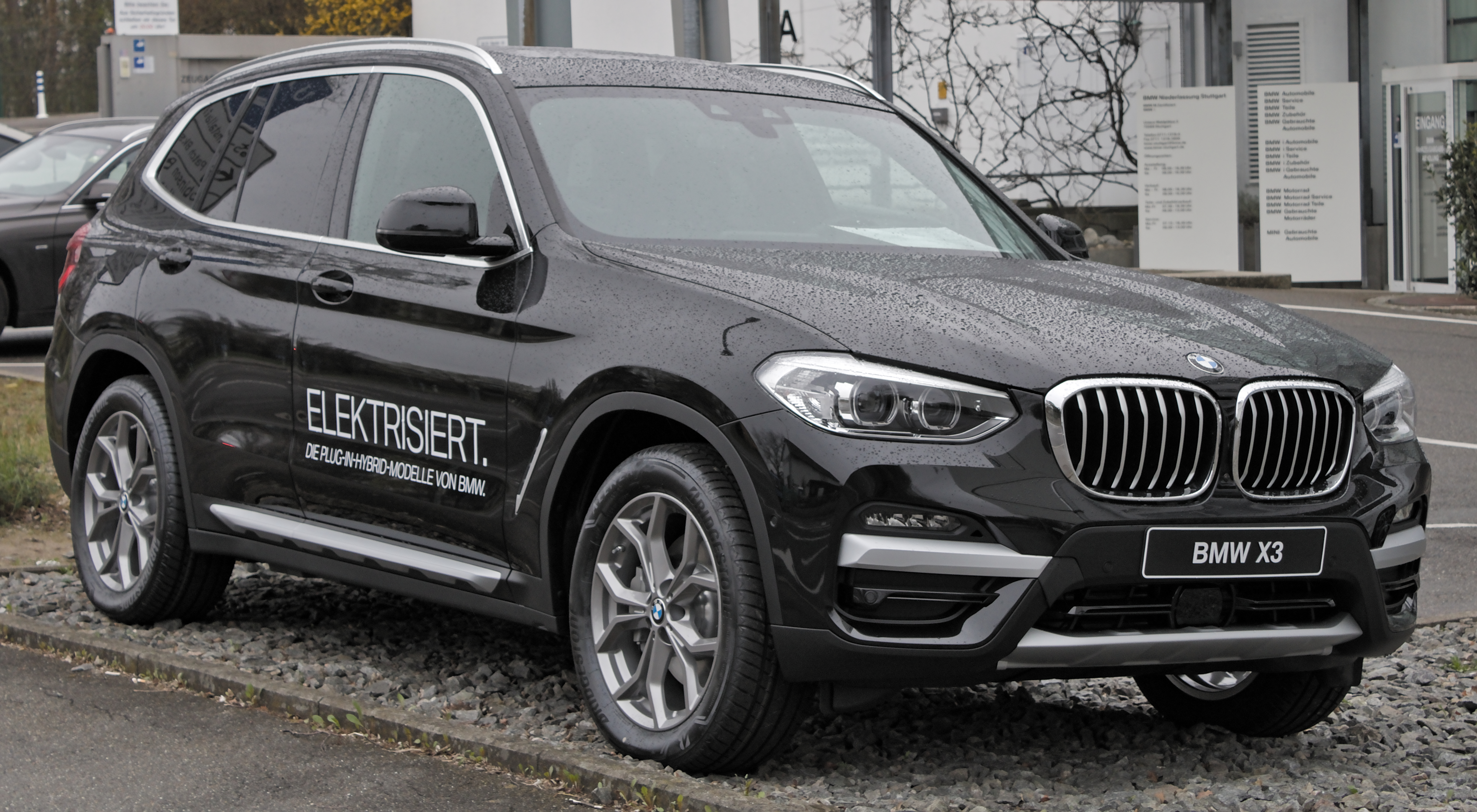
BMW X3 xDrive30e

|                                                                  | xDrive30e                                |
| ---------------------------------------------------------------- | ---------------------------------------- |
| Bauzeitraum                                                      | 11/2019–10/2024                          |
| Motorkenndaten                                                   |                                          |
| Motorart                                                         | Ottomotor + Elektromotor                 |
| Motorbauart                                                      | R4+ Elektromotor                         |
| Gemischaufbereitung                                              | Benzindirekteinspritzung                 |
| Motoraufladung                                                   | Twin–Scroll–Abgasturbolader              |
| variable Ventilsteuerung                                         | Valvetronic                              |
| Hubraum                                                          | 1998 cm³                                 |
| max. Systemleistung                                              | 215 kW (292 PS)                          |
| max. Leistung Verbrennungsmotor bei 1/min                        | 135 kW (184 PS) / 5000–6500              |
| max. Leistung Elektromotor bei 1/min                             | 80 kW (109 PS)                           |
| Dauerleistung (30 min) Elektromotor                              | 55 kW (75 PS)                            |
| max. Systemdrehmoment                                            | 420 Nm                                   |
| max. Drehmoment Verbrennungsmotor bei 1/min                      | 290 Nm / 1350–4250                       |
| max. Drehmoment Elektromotor bei 1/min                           | 250 Nm / 0–2500                          |
| Kraftübertragung                                                 |                                          |
| Getriebe                                                         | 8-Gang-Automatikgetriebe                 |
| Antrieb                                                          | Allradantrieb                            |
| Messwerte                                                        |                                          |
| Beschleunigung, 0–100 km/h                                       | 6,1 s                                    |
| Höchstgeschwindigkeit                                            | 210 km/h 135 km/h (1)                    |
| Kraftstoffverbrauch, nach EWG-Richtlinie, kombiniert in l/100 km | 2,1–2,4                                  |
| Stromverbrauch, nach EWG-Richtlinie, kombiniert in kWh/100 km    | 16,4–17,2                                |
| CO2-Emission mit Seriengetriebe, kombiniert                      | 49–54 g/km                               |
| Tankinhalt                                                       | 50 l                                     |
| Reichweite rein elektrisch                                       | 51–55 km                                 |
| Reichweite rein elektrisch (WLTP kombiniert)                     | 40–52 km                                 |
| Abgasnorm nach EU-Klassifikation                                 | Euro 6d-TEMP / Euro 6d (2) / Euro 6e (3) |
| Leergewicht (DIN/EU)                                             | 1990 / 2065 kg                           |

### Dieselmotoren
|                                                                  | sDrive18d                                       | xDrive20d                                       | xDrive20d                                       | xDrive25d                                       | xDrive30d                                       | xDrive30d                                       | xDrive30d                                       | M40d                           | M40d                           | M40d                           |
| ---------------------------------------------------------------- | ----------------------------------------------- | ----------------------------------------------- | ----------------------------------------------- | ----------------------------------------------- | ----------------------------------------------- | ----------------------------------------------- | ----------------------------------------------- | ------------------------------ | ------------------------------ | ------------------------------ |
| Bauzeitraum                                                      |                                                 | 11/2017–08/2021                                 | 08/2021–10/2024                                 | 03/2018–06/2019                                 | 11/2017–06/2019                                 | 08/2020–08/2021                                 | 08/2021–10/2024                                 | 08/2018–06/2019                | 08/2020–08/2021                | 08/2021–10/2024                |
| Motorkenndaten                                                   |                                                 |                                                 |                                                 |                                                 |                                                 |                                                 |                                                 |                                |                                |                                |
| Motorart                                                         | Dieselmotor                                     | Dieselmotor                                     | Dieselmotor                                     | Dieselmotor                                     | Dieselmotor                                     | Dieselmotor                                     | Dieselmotor                                     | Dieselmotor                    | Dieselmotor                    | Dieselmotor                    |
| Motorbauart                                                      | R4                                              | R4                                              | R4                                              | R4                                              | R6                                              | R6                                              | R6                                              | R6                             | R6                             | R6                             |
| Gemischaufbereitung                                              | Common-Rail-Direkteinspritzung                  | Common-Rail-Direkteinspritzung                  | Common-Rail-Direkteinspritzung                  | Common-Rail-Direkteinspritzung                  | Common-Rail-Direkteinspritzung                  | Common-Rail-Direkteinspritzung                  | Common-Rail-Direkteinspritzung                  | Common-Rail-Direkteinspritzung | Common-Rail-Direkteinspritzung | Common-Rail-Direkteinspritzung |
| Motoraufladung                                                   | Abgasturbolader mit variabler Turbinengeometrie | Abgasturbolader mit variabler Turbinengeometrie | Abgasturbolader mit variabler Turbinengeometrie | Abgasturbolader mit variabler Turbinengeometrie | Abgasturbolader mit variabler Turbinengeometrie | Abgasturbolader mit variabler Turbinengeometrie | Abgasturbolader mit variabler Turbinengeometrie | zwei VTG-Lader                 | zwei VTG-Lader                 | zwei VTG-Lader                 |
| Hubraum                                                          | 1995 cm³                                        | 1995 cm³                                        | 1995 cm³                                        | 1995 cm³                                        | 2993 cm³                                        | 2993 cm³                                        | 2993 cm³                                        | 2993 cm³                       | 2993 cm³                       | 2993 cm³                       |
| Verdichtungsverhältnis                                           | 16,5 : 1                                        | 16,5 : 1                                        | 16,5 : 1                                        | 16,5 : 1                                        | 16,5 : 1                                        | 16,5 : 1                                        | 16,5 : 1                                        | 16,5 : 1                       | 16,5 : 1                       | 16,5 : 1                       |
| max. Leistung bei 1/min                                          | 110 kW (150 PS)/ 4000                           | 140 kW (190 PS)/ 4000                           | 140 kW (190 PS)/ 4000                           | 170 kW (231 PS)/ 4400                           | 195 kW (265 PS)/ 4000                           | 210 kW (286 PS)/ 4000                           | 210 kW (286 PS)/ 4000                           | 240 kW (326 PS)/ 4400          | 250 kW (340 PS)/ 4400          | 250 kW (340 PS)/ 4400          |
| max. Drehmoment bei 1/min                                        | 350 Nm/ 1500–3000                               | 400 Nm/ 1750–2500                               | 400 Nm/ 1750–2500                               | 500 Nm/ 2000                                    | 620 Nm/ 2000–2500                               | 650 Nm/ 1500–2500                               | 650 Nm/ 1500–2500                               | 680 Nm/ 1750–2750              | 700 Nm/ 1750–2250              | 700 Nm/ 1750–2250              |
| Kraftübertragung                                                 |                                                 |                                                 |                                                 |                                                 |                                                 |                                                 |                                                 |                                |                                |                                |
| Getriebe, serienmäßig                                            | (6-Gang-Schaltgetriebe)                         | 8-Gang-Automatikgetriebe                        | 8-Gang-Automatikgetriebe                        | 8-Gang-Automatikgetriebe                        | 8-Gang-Automatikgetriebe                        | 8-Gang-Automatikgetriebe                        | 8-Gang-Automatikgetriebe                        | 8-Gang-Automatikgetriebe       | 8-Gang-Automatikgetriebe       | 8-Gang-Automatikgetriebe       |
| Getriebe, optional                                               | 8-Gang-Automatikgetriebe                        | –                                               | –                                               | –                                               | –                                               | –                                               | –                                               | –                              | –                              | –                              |
| Antrieb, serienmäßig                                             | Hinterradantrieb                                | Allradantrieb                                   | Allradantrieb                                   | Allradantrieb                                   | Allradantrieb                                   | Allradantrieb                                   | Allradantrieb                                   | Allradantrieb                  | Allradantrieb                  | Allradantrieb                  |
| Messwerte                                                        |                                                 |                                                 |                                                 |                                                 |                                                 |                                                 |                                                 |                                |                                |                                |
| Beschleunigung, 0–100 km/h                                       | (9,5 s) 9,7 s                                   | 8,0 s                                           | 7,9 s                                           | 6,8 s                                           | 5,8 s                                           | 5,7 s                                           | 5,7 s                                           | 4,9 s                          | 4,9 s                          | 4,9 s                          |
| Höchstgeschwindigkeit                                            | (200 km/h) 198 km/h                             | 213 km/h                                        | 213 km/h                                        | 233 km/h                                        | 240 km/h                                        | 245 km/h                                        | 245 km/h                                        | 250 km/h                       | 250 km/h                       | 250 km/h                       |
| Kraftstoffverbrauch, nach EWG-Richtlinie, kombiniert in l/100 km | (5,1–5,3) 4,9–5,1                               | 5,0–5,4                                         |                                                 | 5,8–6,1                                         | 5,7–6,0                                         | 5,2–5,6                                         |                                                 | 6,4–6,5                        | 5,6–6,0                        |                                |
| CO2-Emission mit Seriengetriebe, kombiniert                      | (134–139 g/km) 128–133 g/km                     | 132–142 g/km                                    |                                                 | 154–160 g/km                                    | 149–158 g/km                                    | 137–147 g/km                                    |                                                 | 169–172 g/km                   | 148–157 g/km                   |                                |
| Tankinhalt                                                       |                                                 | 68 l                                            | 68 l                                            | 68 l                                            | 68 l                                            | 68 l                                            | 68 l                                            | 68 l                           | 68 l                           | 68 l                           |
| Abgasnorm nach EU-Klassifikation                                 | Euro 6                                          | Euro 6c / Euro 6d-TEMP (2) / Euro 6d (3)        | Euro 6d / Euro 6e (4)                           | Euro 6c                                         | Euro 6c / Euro 6d-TEMP (1)                      | Euro 6d                                         | Euro 6d / Euro 6e (4)                           | Euro 6d-TEMP                   | Euro 6d                        | Euro 6d / Euro 6e (4)          |
| Leergewicht (DIN/EU)                                             |                                                 | 1750/1825 kg                                    | 1840/1915 kg                                    | 1765/1840 kg                                    | 1820/1895 kg                                    | 1820/1895 kg                                    | 1935/2010 kg                                    | 1895/1970 kg                   | 1895/1970 kg                   | 2005/2080 kg                   |

- Werte in runden Klammern ( ) gelten für Fahrzeuge mit 6-Gang-Schaltgetriebe

### Elektro
|                                                               | iX3                                    |
| ------------------------------------------------------------- | -------------------------------------- |
| Bauzeitraum                                                   | seit 01/2021                           |
| Motorkenndaten                                                |                                        |
| Motorart                                                      | Dreiphasenwechselstrom-Elektromaschine |
| Motorbauart                                                   | fremderregte Synchronmaschine          |
| Motorcode                                                     | HA0001N0                               |
| Leistung, Peak                                                | 210 kW (286 PS)                        |
| Dauerleistung (30 min) bei 1/min                              | 80 kW (109 PS) / 6000                  |
| max. Drehmoment                                               | 400 Nm                                 |
| Kraftübertragung                                              |                                        |
| Getriebe                                                      | Festübersetzung Hinterachse: 11,12     |
| Antrieb                                                       | Hinterradantrieb                       |
| Antriebsbatterie                                              |                                        |
| Energieinhalt, brutto / netto                                 | 80 kWh / 73,83 kWh                     |
| Messwerte                                                     |                                        |
| Beschleunigung, 0–100 km/h                                    | 6,8 s                                  |
| Höchstgeschwindigkeit                                         | 180 km/h                               |
| Stromverbrauch, nach EWG-Richtlinie, kombiniert in kWh/100 km | 17,5–17,8                              |
| Stromverbrauch, nach WLTP, kombiniert in kWh/100 km           | 18,5–19,0                              |
| Ladedauer AC, 0–100 % (11 kW Ladeleistung)                    | 7 h 30 min                             |
| Ladedauer DC, 0–80 % (150 kW Ladeleistung)                    | 34 min                                 |
| Reichweite nach WLTP                                          | 450–458 km 440–462 km                  |
| Anhängelast ungebremst/gebremst:                              | 750/750 kg                             |